# Roxana Gómez
Pour les articles homonymes, voir Gómez.
Roxana Gómez (née le 7 janvier 1999 à Cienfuegos) est une athlète cubaine, spécialiste du 400 mètres.  

## Biographie
Elle remporte le titre du 400 m lors des championnats panaméricains juniors 2017 et le titre du 4 × 400 m lors des Jeux d'Amérique centrale et des Caraïbes 2018.
Elle est demi-finaliste du 400 m lors des championnats du monde 2019 à Doha.
Lors des Jeux olympiques d'été de 2020, à Tokyo, elle bat son record personnel en séries  (50 s 76), puis lors des demi-finales  (49 s 71) et se hisse en finale.

## Palmarès
| Date | Compétition                              | Lieu         | Résultat | Épreuve         | Performance   |
| ---- | ---------------------------------------- | ------------ | -------- | --------------- | ------------- |
| 2021 | Jeux olympiques                          | Tokyo        | finale   | 400 m           | DNF           |
| 2022 | Championnats ibéro-américains            | La Nucia     | 3e       | 400 m           | 51 s 03       |
| 2022 | Championnats NACAC                       | Freeport     | 3e       | 4 x 400 m mixte | 3 min 20 s 35 |
| 2023 | Jeux d'Amérique centrale et des Caraïbes | San Salvador | 2e       | 400 m           | 51 s 23       |
| 2023 | Jeux d'Amérique centrale et des Caraïbes | San Salvador | 1re      | 4 x 400 m       | 3 min 26 s 08 |
| 2023 | Jeux d'Amérique centrale et des Caraïbes | San Salvador | 2e       | 4 x 400 mixte   | 3 min 16 s 97 |

## Records personnels
| Épreuve | Temps   | Lieu  | Date        |
| ------- | ------- | ----- | ----------- |
| 400 m   | 49 s 71 | Tokyo | 4 août 2021 |